# 정샘물
정샘물은 대한민국의 메이크업 아티스트이다.

## 학력
- 예술아카데미대학교(AAU) 순수미술 전공

## 경력
- 1991년 메이크업 아티스트 활동 시작
- 2005년 정샘물 아카데미 오픈
- 2011년 정샘물 인스피레이션 오픈
- 2014년 정샘물 아트앤 아카데미 리뉴얼 오픈
- 2015년 코스메틱 브랜드 정샘물(JUNGSAEMMOOL) 론칭
- 2018년 서울 홍보대사

## 수상
- 2016년 아시아 모델 페스티벌 인 수원 K-모델 어워즈 메이크업 아티스트상
- 2016년 패셔니스타 어워즈 메이크업 아티스트 부문 1위
- 2017년 양성평등주간 여성가족부 장관상 수상
- 2018년 제13회 아시아 모델 페스티벌 케이모델 어워즈 & 아시아 미 어워즈 베스트 뷰티 크리에이터상
- 2018년 소상공인기능경진대회&제4회 한국메이크업 미용사회장배 국제미용경진대회 올해의 메이크업 아티스트
- 2020년 제 15회 입양의 날 보건복지부장관 표창장 수상
- 2021년 2021 대한민국 소상공인대회 중소벤처기업부장관 표창
- 2022년 '제2회 대한민국 착한 기부자상' 행안부 장관상 수상
- 2023년 서울특별시 홍보대사 감사패 수상